# Augusto Napoleone Berlese
Augusto Napoleone Berlese (Padova, 21 ottobre 1864 – Milano, 26 gennaio 1903) è stato un botanico e micologo italiano.

## Biografia
Nel 1885 si è laureato in Scienze naturali presso l'Università degli Studi di Padova. Qui è stato assistente di Pier Andrea Saccardo, sino al conseguimento della libera docenza di micologia (ne otterrà più tardi una anche in botanica generale), risalente al 1889, il suo anno più prolifico, in particolare per gli studi sui fungi, alcuni dei quali tradotti in tedesco, ma anche per la pubblicazione, firmata con suo fratello Antonio, delle Norme pratiche da usare contro la peronospora, malattia della vite. In seguito, ha insegnato sia scienze naturali nei licei di Ascoli Piceno e Bologna e nella scuola di viticoltura di Avellino, sia botanica negli atenei di Camerino e di Sassari fino al 1900, prima cioè di ottenere una più prestigiosa cattedra a Milano.
Tra la fine degli anni Ottanta e l'inizio degli anni Novanta del XIX secolo, Berlese si è fatto iniziatore di un percorso, di studi scientifico-accademici e di approccio metodologico, innovativo a livello nazionale, tutto improntato alla fitopatologia. Nel 1892 ha fondato, sempre assieme al fratello Antonio, la «Rivista di patologia vegetale», primo periodico italiano del settore. Nello stesso ambito rientra la pubblicazione vallardiana del 1894 dal titolo I parassiti vegetali delle piante coltivate o utili, che si configurava come uno dei primi trattati italiani di patologia vegetale. Non è un caso, del resto, che nel 1901 Berlese sia diventato titolare della prima cattedra di patologia vegetale istituita in Italia, al Regio Istituto Tecnico Superiore di Milano, che ha tenuto sino alla prematura scomparsa (gli succederà Ugo Brizi), causata dalla polmonite.
Nonostante sia morto non ancora quarantenne, la sua attività pubblicistico-scientifica è stata ampia, nei campi della micologia, della fitopatologia e dell'anatomia vegetale. Va ricordata, per esempio, la lunga collaborazione resa per la compilazione delle Sylloges fungorum di Saccardo, di cui Berlese ha curato diversi fascicoli, in particolare sui pirenomiceti (sottoclassi degli ascomiceti), tanto che lo stesso Saccardo gli avrebbe successivamente dedicato il genere Berlesiella. Dal 1890 ha avviato la pubblicazione della serie - non completata - delle Icones fungorum (da lui intese come corredo delle Sillogi), un'opera che, impreziosita da tavole illustrate che mostravano la sua abilità nel disegno dei micromiceti, colti nelle loro forme e strutture essenziali, gli valse l'onorificenza di laureato dell'Institut de France. Si è occupato di diversi generi di piccoli parassiti (fra i quali la Plasmopara halstedii), tanto animali quanto vegetali, cui ha dedicato numerose pubblicazioni. Portano il suo nome diverse specie di funghi.